# Ditte Vind
Ditte Folden Vind (* 2. Januar 1994) ist eine ehemalige dänische Handballspielerin.

## Karriere

### Im Verein
Vind spielte in ihrer Jugend Handball in Ebeltoft. Nachdem Vind mit ihren Eltern nach Fünen umzog, lief sie später für die Jugendmannschaft von FC Midtjylland Håndbold auf. In der Meisterschaftssaison 2012/13 gab sie am 9. April 2013 im Erstligaspiel gegen Team Esbjerg ihr Debüt in der Damenmannschaft von FC Midtjylland Håndbold. Im Sommer 2013 wechselte die Torhüterin zum Erstligisten HC Odense. Mit Odense erreichte sie in der Saison 2013/14 das Achtelfinale des Europapokals der Pokalsieger, in der Saison 2014/15 die 3. Runde des Europapokals der Pokalsieger sowie in der Saison 2015/16 das Viertelfinale im EHF-Pokal.
Vind hütete in der Spielzeit 2016/17 das Tor von Nykøbing Falster Håndboldklub. Mit Nykøbing Falster gewann sie die dänische Meisterschaft und stand im Halbfinale des EHF-Pokals. Anschließend stand sie bei Aarhus United unter Vertrag. Zur Saison 2019/20 wechselte sie zu Team Tvis Holstebro. 2020 spaltete sich die Frauenabteilung von Team Tvis Holstebro ab und tritt seitdem als Holstebro Håndbold an. In der Saison 2021/22 stand sie beim französischen Erstligisten CJF Fleury Loiret Handball unter Vertrag. Nachdem Fleury Loiret 2022 aus der Division 1 abgestiegen war, unterschrieb sie einen Vertrag beim Erstligisten Bourg-de-Péage Drôme Handball. Nachdem Bourg-de-Péage Drôme Handball im Dezember 2022 Konkurs anmelden musste, war sie vertragslos. Kurz darauf gab sie ihr Karriereende bekannt. Im Sommer 2023 entschloss sie sich, ihre Karriere beim dänischen Erstligisten Ajax København fortzusetzen. Nach der Saison 2023/24 beendete sie ihre Karriere.

### In Auswahlmannschaften
Ditte Vind gehörte dem Kader der dänischen Jugend- und Juniorinnennationalmannschaft an. Sie gewann bei der U-19-Europameisterschaft 2013 sowie bei der U-20-Weltmeisterschaft 2014 jeweils die Bronzemedaille. Vind bestritt am 2. Juli 2019 ihr Debüt für die dänische Beachhandballnationalmannschaft. Sie absolvierte 21 Länderspiele, in denen sie 2 Punkte erzielte. Mit Dänemark gewann sie die Goldmedaille bei der Beachhandball Euro 2019. Vier Jahre später wurde sie bei der Beachhandball Euro in das All-Star-Team gewählt.